# Kościół Zbawiciela w Gerze
Kościół Zbawiciela (niem. Salvatorkirche) – barokowa świątynia luterańska z secesyjnym wnętrzem znajdująca się w niemieckim mieście Gera.

## Historia
Dawniej w miejscu dzisiejszego budynku znajdowała się kaplica św. Mikołaja, która spłonęła podczas pożaru miasta w 1686 roku. Kamień węgielny pod budowę dzisiejszego kościoła wmurowano w 1717 roku, w 200. rocznicę Reformacji. Projekt sporządził David Schatz, prace ukończono w 1720 roku. W latach 1775–1778 dobudowano wieżę. Kościół spłonął podczas wielkiego pożaru miasta w 1780 roku, odbudowano go w latach 1781–1783. W 1898 wzniesiono schody prowadzące do świątyni. W 1903 wnętrze przebudowano w stylu secesyjnym wg projektu Adolf Marscha. W 2017 ukończono renowację budynku.

## Architektura i wyposażenie
Świątynia barokowa, wnętrze kościoła ma charakter secesyjny. W nawach bocznych znajdują się empory. Ołtarz zdobi przedstawienie głowy Jezusa Chrystusa oraz chrystogram „⳩” z literami: alfą i omegą. Nad nim zainstalowano ambonę, ozdobioną symbolem pelikana. Zarówno ołtarz, jak i kazalnicę wykonał lipski rzeźbiarz F. Schmeißer. W prezbiterium znajdują się trzy witraże ze scenami z życia Chrystusa: narodzeniem, kazaniem na górze i ukrzyżowaniem pośrodku. Sufit zdobi relief przedstawiający Wniebowstąpienie Pańskie. 36-głosowe organy z 1903 roku pochodzą z warsztatu Ernsta Rövera, przebudowano je w 1958 i 1978 roku, a w latach 1998-2003 poddano je restauracji. Na wieży zawieszone są trzy stalowe dzwony.

## Galeria

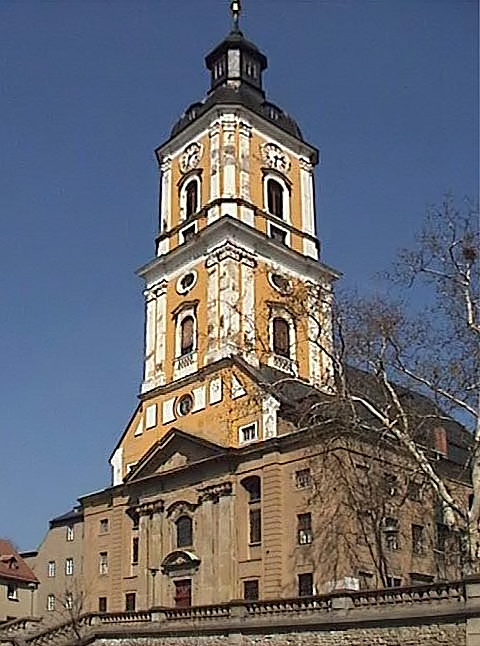
Widok w 2004, przed renowacją
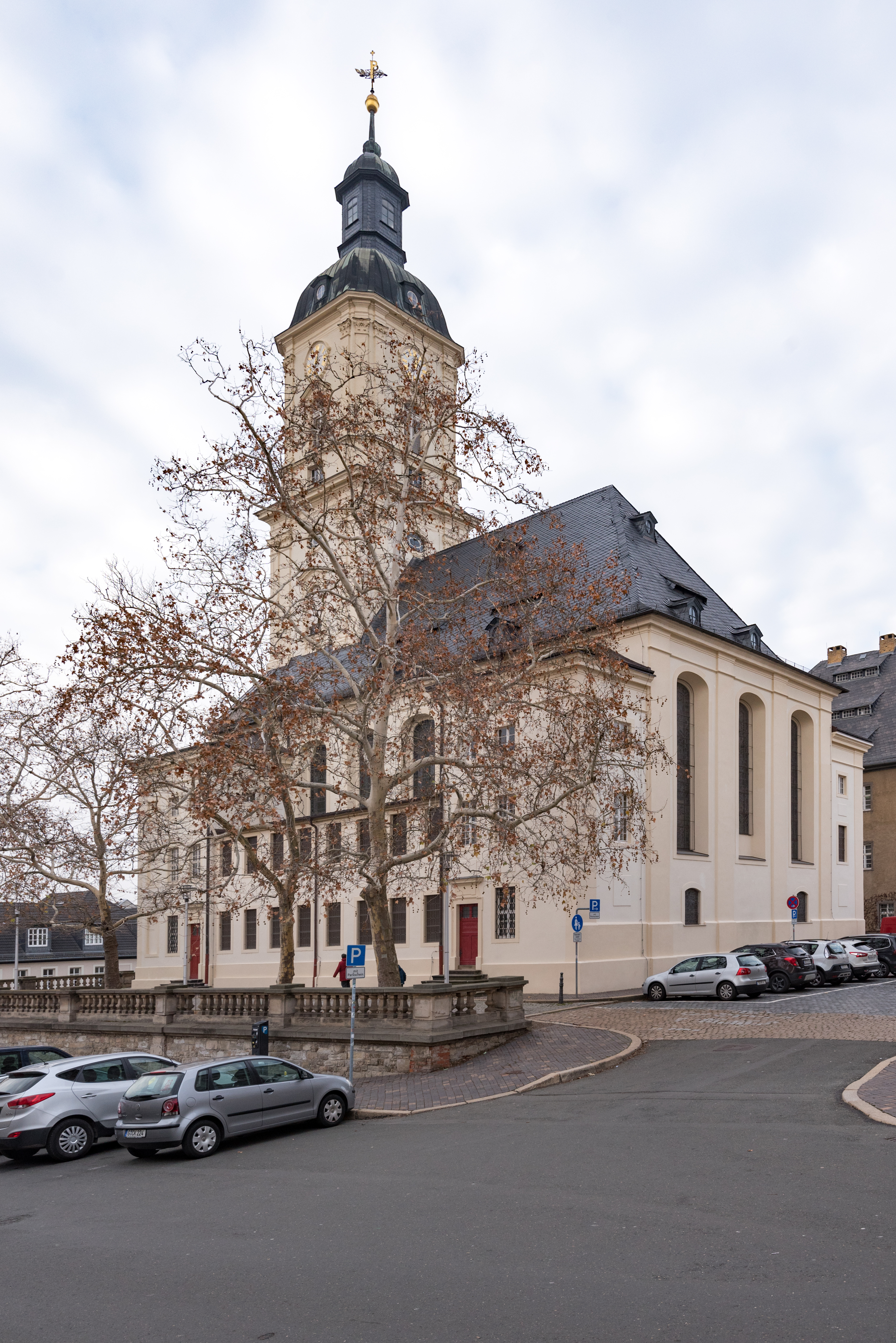
Widok z południowego wschodu
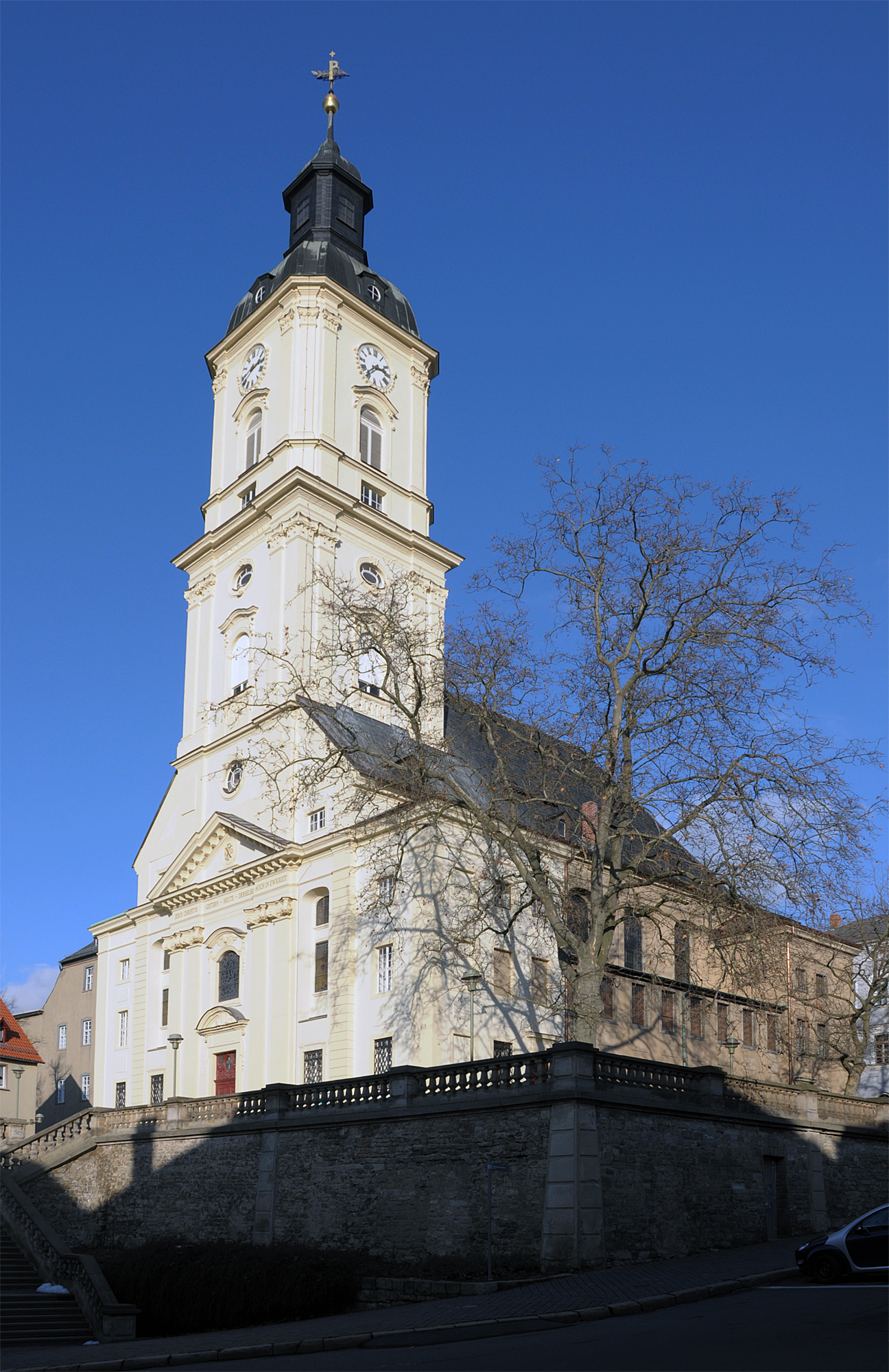
Widok z południowego zachodu
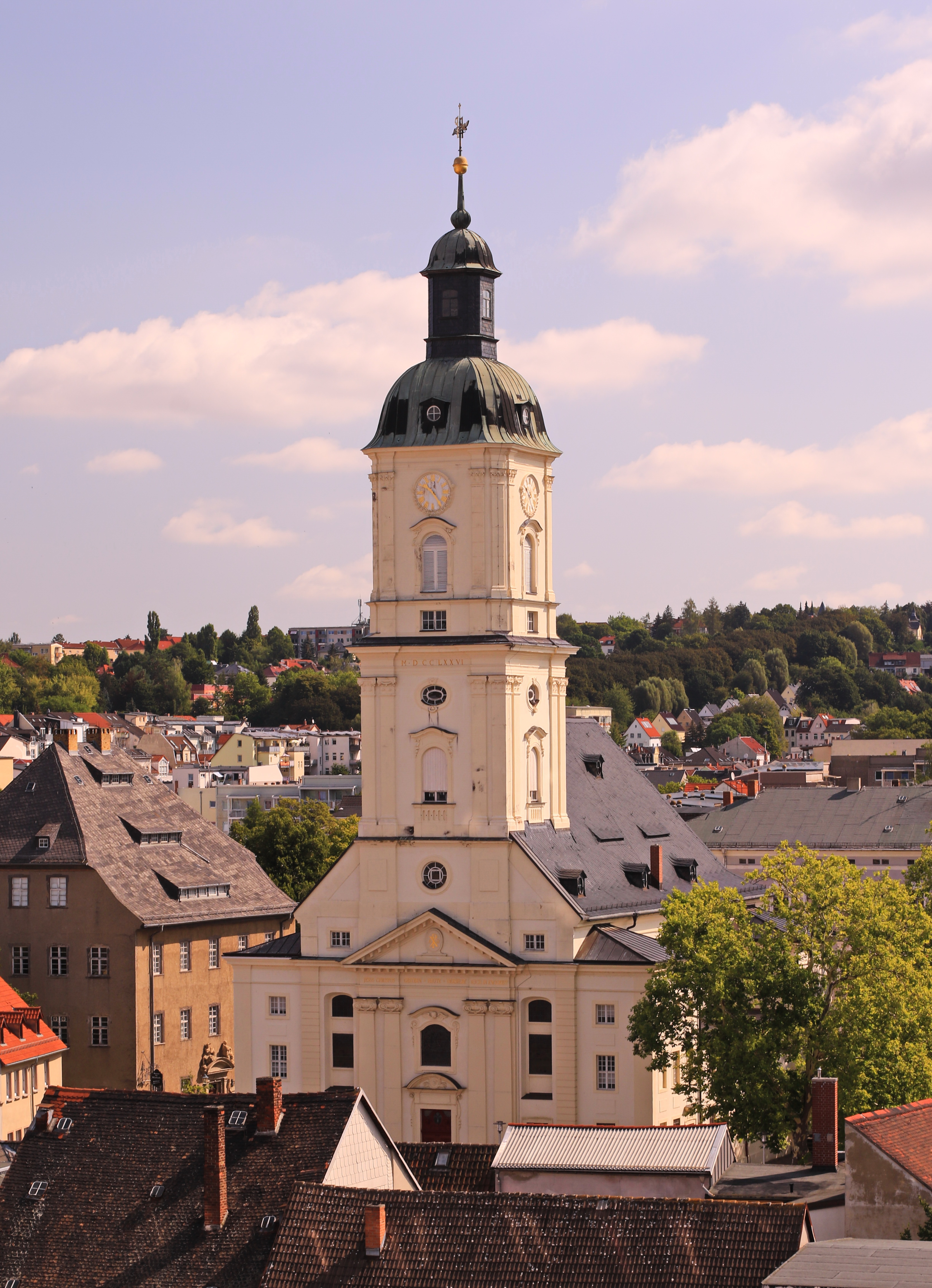
Fasada
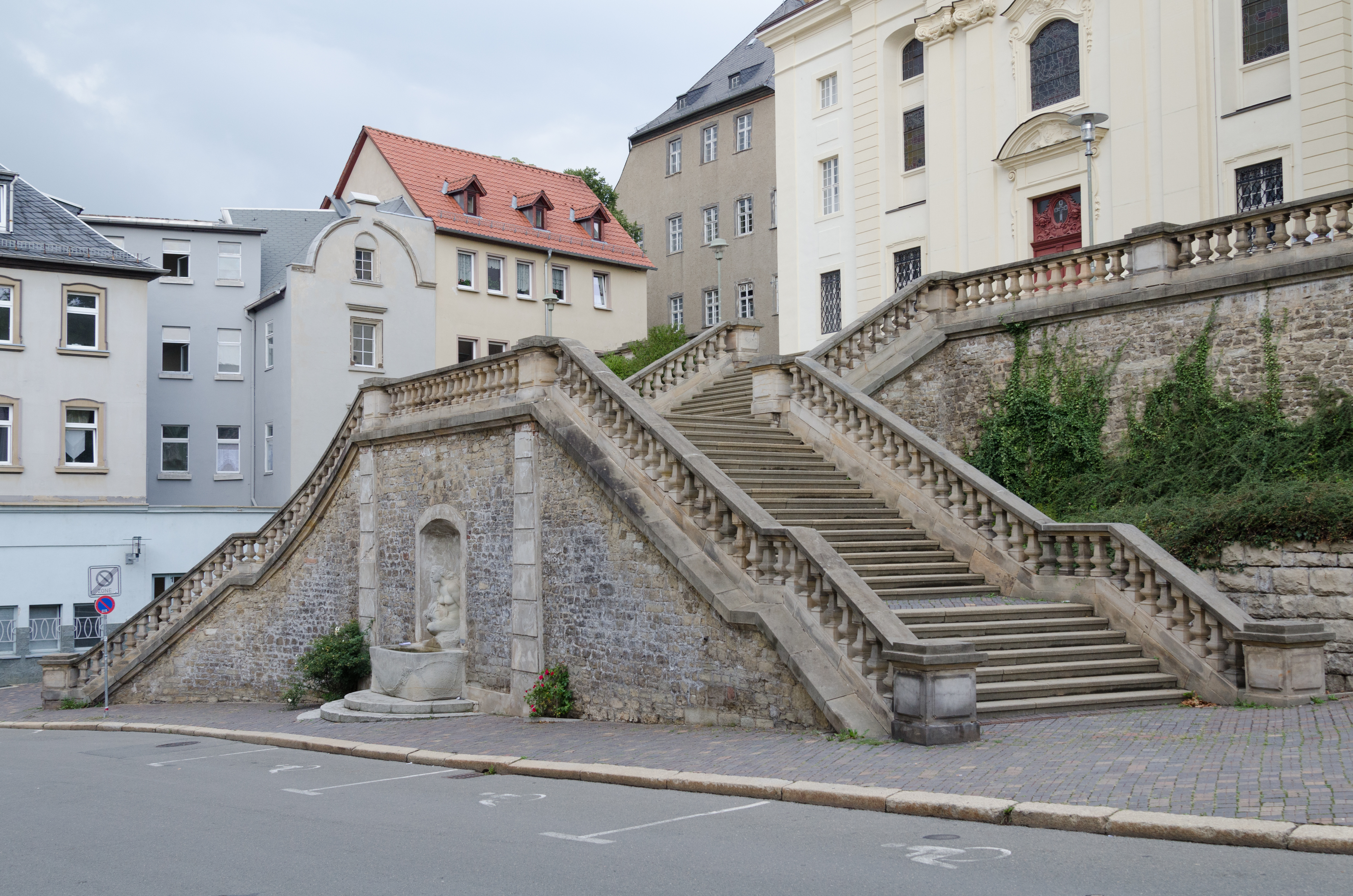
Schody prowadzące do kościoła
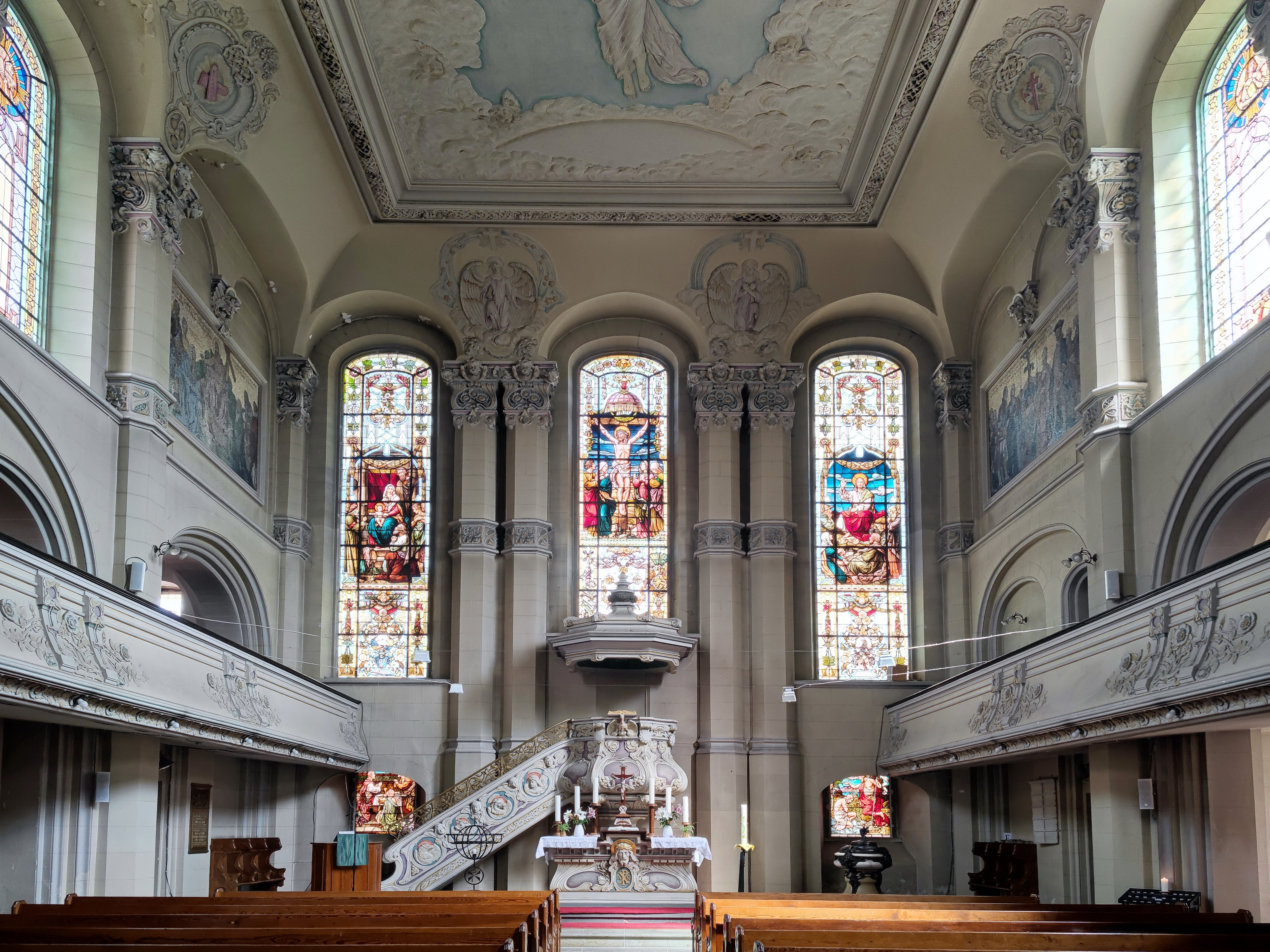
Wnętrze
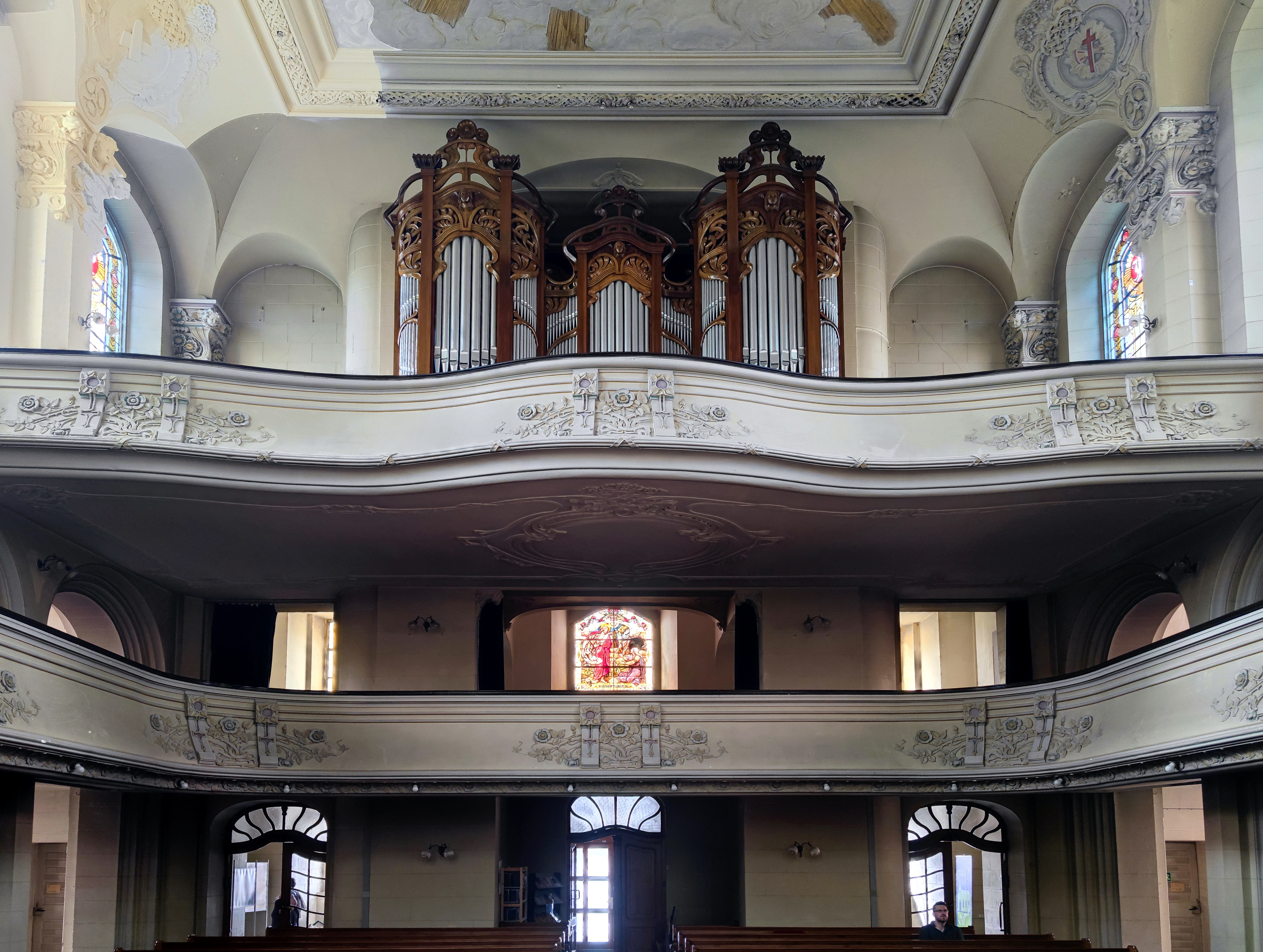
Empory i organy
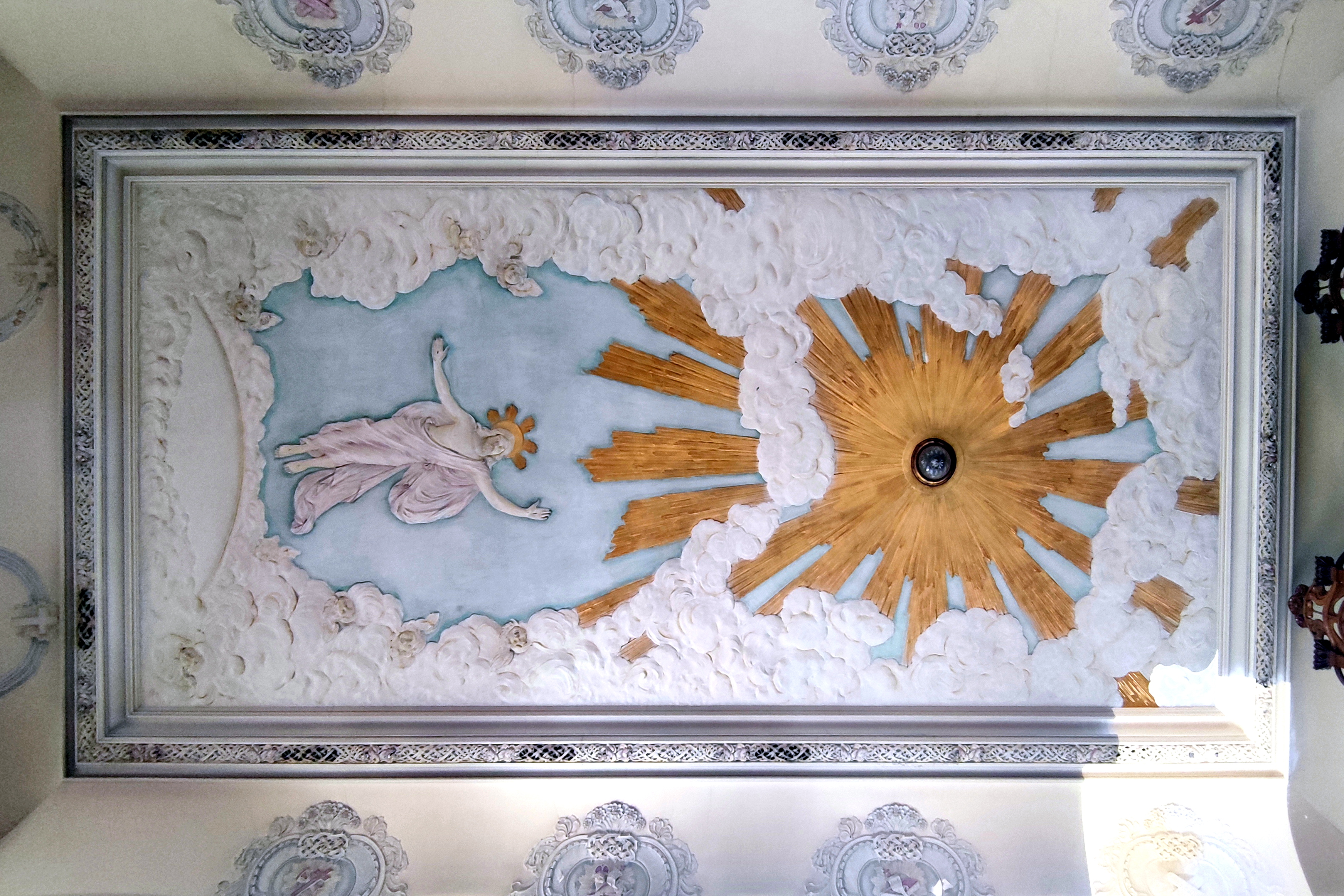
Sufit